# Quarnford
Quarnford es una parroquia civil del distrito de Staffordshire Moorlands, en el condado de Staffordshire (Inglaterra).

## Geografía
Según la Oficina Nacional de Estadística británica, Quarnford tiene una superficie de 12,7 km².

## Demografía
Según el censo de 2001, Quarnford tenía 244 habitantes (50% varones, 50% mujeres) y una densidad de población de 19,21 hab/km². El 22,54% eran menores de 16 años, el 72,95% tenían entre 16 y 74, y el 4,51% eran mayores de 74. La media de edad era de 38,78 años. Del total de habitantes con 16 o más años, el 23,28% estaban solteros, el 63,49% casados, y el 13,23% divorciados o viudos.
El 96,4% de los habitantes eran originarios del Reino Unido. El resto de países europeos englobaban al 2,4% de la población, mientras que el 1,2% había nacido en cualquier otro lugar. Todos los habitantes eran blancos. El cristianismo era profesado por el 70,9% y el budismo por el 1,23%, mientras que el 15,16% no eran religiosos y el 12,7% no marcaron ninguna opción en el censo.
Había 86 hogares con residentes, 3 vacíos, y 5 eran alojamientos vacacionales o segundas residencias.